# Escopeta de combate
Winchester Model 1897 "Trench Gun" com baioneta M1917

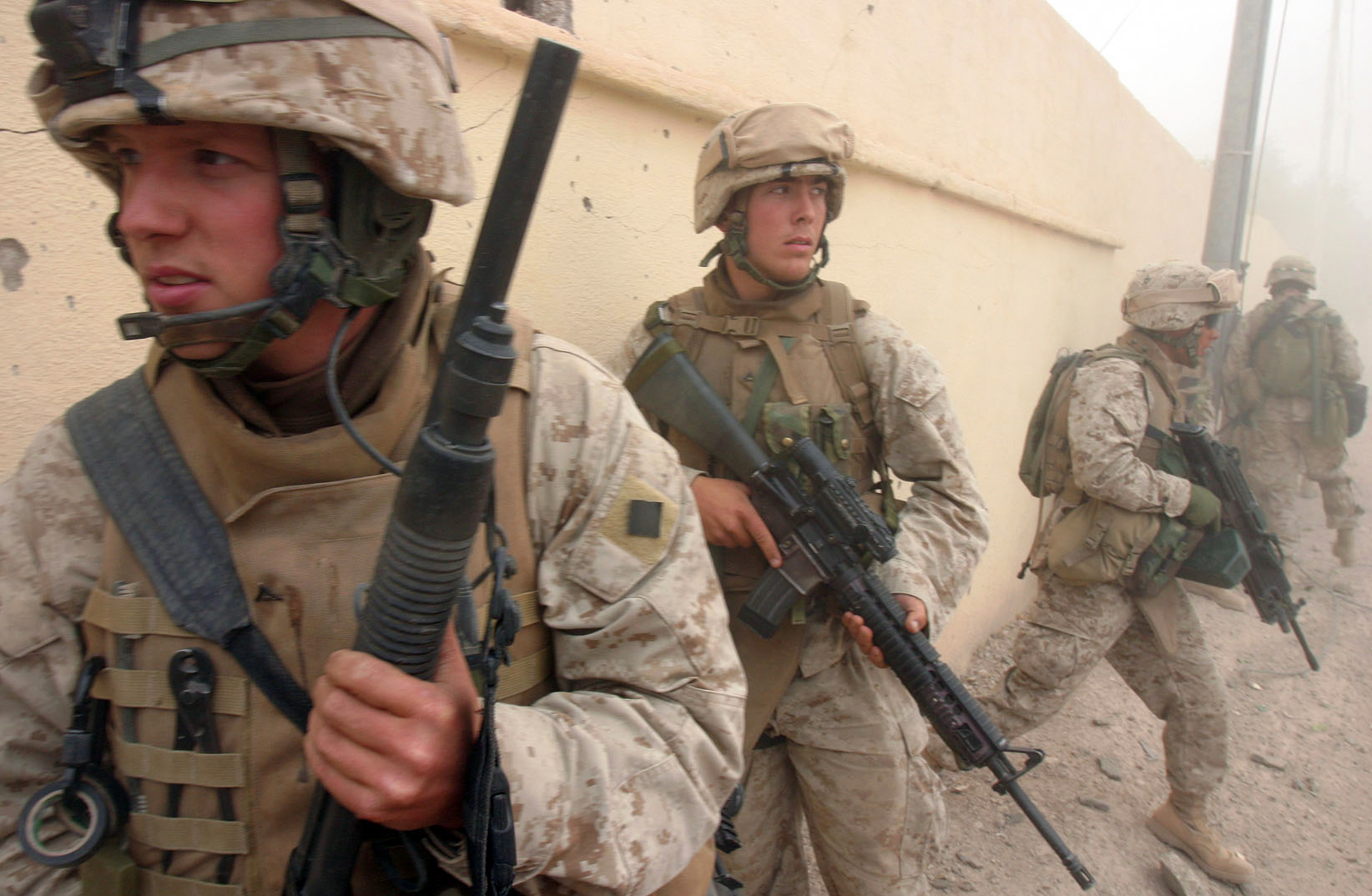
Um grupo de fuzileiros navais americanos no Iraque em 2005, armados com uma escopeta de combate, fuzil de assalto e metralhadora leve

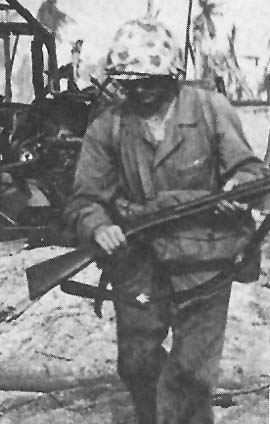
Fuzileiro naval americano carregando uma escopeta Winchester 1897, na Segunda Guerra Mundial

Uma espingarda de combate ou escopeta de combate é uma escopeta usada por forças militares para guerras. As primeiras escopetas projetadas especificamente para o combate foram as escopetas de trincheira lançadas na Primeira Guerra Mundial. Embora limitadas em alcance, os múltiplos projéteis normalmente usados em um cartucho de escopeta fornecem maior probabilidade de acerto inigualável por outras armas.